# Lijst van oorlogsmonumenten in Noord-Brabant

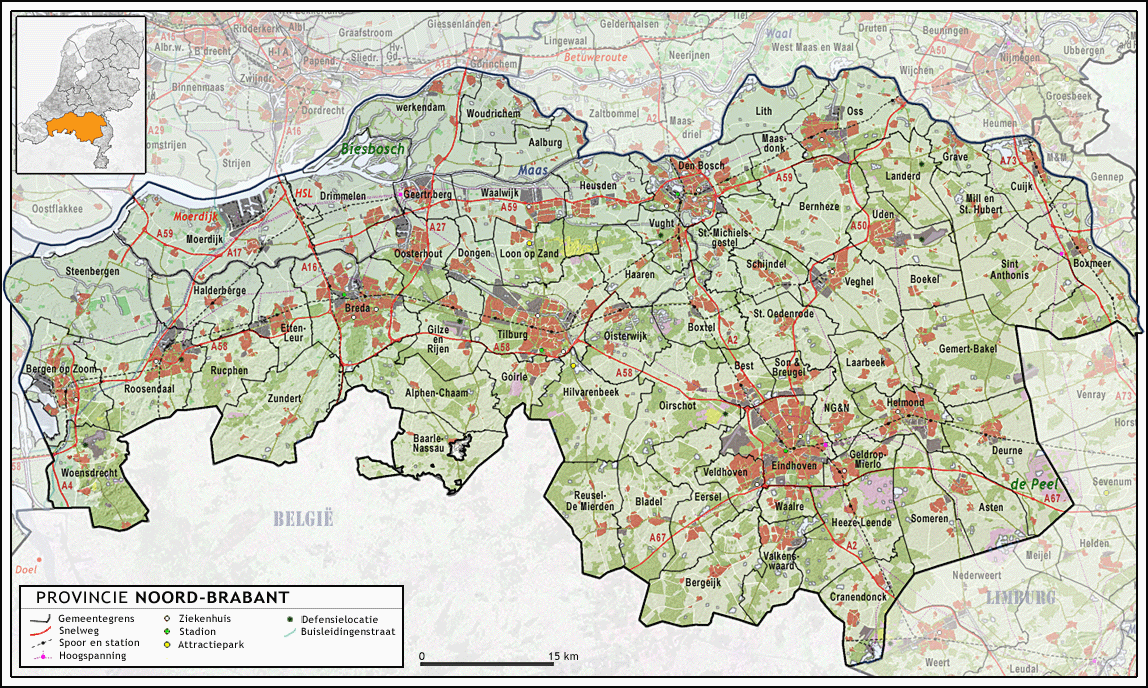
Noord-Brabant

In de volgende gemeenten in Noord-Brabant bevinden zich oorlogsmonumenten:
- Alphen-Chaam
- Altena
- Asten
- Baarle-Nassau
- Bergeijk
- Bergen op Zoom
- Bernheze
- Best
- Bladel
- Boekel
- Boxtel
- Breda
- Cranendonck
- Deurne
- Dongen
- Drimmelen
- Eersel
- Eindhoven
- Etten-Leur
- Geertruidenberg
- Geldrop-Mierlo
- Gemert-Bakel
- Gilze en Rijen
- Goirle
- Halderberge
- Heeze-Leende
- Helmond
- 's-Hertogenbosch
- Heusden
- Hilvarenbeek
- Laarbeek
- Land van Cuijk
- Loon op Zand
- Maashorst
- Meierijstad
- Moerdijk
- Nuenen, Gerwen en Nederwetten
- Oirschot
- Oisterwijk
- Oosterhout
- Oss
- Reusel-De Mierden
- Roosendaal
- Sint-Michielsgestel
- Someren
- Son en Breugel
- Steenbergen
- Tilburg
- Valkenswaard
- Veldhoven
- Vught
- Waalre
- Waalwijk
- Woensdrecht
- Zundert